# Swarco Raiders du Tyrol
Stade
Maillots
Saison en cours

Les Swarco Raiders du Tyrol ou Swarco Raiders (anciennement Raiders du Tyrol) est un club autrichien de football américain fondé en 1992 et basé à Innsbruck en Autriche. 
Son équipe joue au Tivoli Stadion en Austrian Football League (regroupant les meilleurs clubs du pays) et en European League of Football (meilleures équipes professionnelles d'Europe).
L'équipe des Raiders est devenue une des plus dominante en Autriche et en Europe. Elle a remporté huit fois le championnat d'Autriche et trois fois l'Eurobowl (2008, 2009 et 2011) ainsi que la Central European Football League (CEFL) (2017, 2018 et 2019).
En 2019, les Swarco Raiders ont réalisé leur première saison parfaite la terminant avec un bilan de 16 victoires sans défaite, remportant l'Austrian Bowl XXV ainsi que le CEFL Bowl et l'ECTC Bowl (European Club Team Competition).
En 2022, ils rejoignent l'European League of Football pour la deuxième édition de cette compétition.

## Histoire
Les Swarco Raiders sont fondé par un petit nombre de volontaires et d'amateurs de football américain en 1992.
Au terme de leur première saison en 3e division autrichienne en 1993, l'équipe est invaincue affichant un total de 158 points inscrits pour seulement 11 encaissés.
Les deux premières saisons (1994 et 1995) en 2e division se terminent sur des bilans négatifs de 2 victoires pour 14 défaites. En 1996 et 1997, ils participent à la phase éliminatoire mais échouent en ½ finale.
Ils sont néanmoins promus en 1998 à la suite d'une expansion de la 1re division. Ils perdent la plupart de leurs matchs lors des deux premières saisons en AFL. En 2000, ils accèdent à la phase finale et jouent leur premier Austrian Bowl (défaite contre les Vikings de Vienne). Le même scénario se reproduit l'année suivante.
En 2004, ils parviennent à remporter leur premier Austrian Bowl sur le score de 25 à 20 toujours contre les Vikings. Cette année est prolifique puisqu'ils remportent également l'EFAF Cup, devenant le premier club autrichien à remporter une compétition européenne (victoire 45 à 0 contre les anglais de Farnham Knights). La défaite 14 à 43 contre les Vikings de Vienne en finale de l'Austrian Bowl 2005 est suivie par un deuxième sacre en 2006 contre ces même Vikings (43-19).
La saison 2011 est exceptionnelle pour le club puisqu'il remporte son 3e Eurobowl et son troisième Austrian Bowl (23-13 à nouveau contre les Vikings de Vienne). La plupart des vétérans de l'équipe partent à la retraite après ce doublé historique. Ils sont difficilement remplacés même si l'équipe est renforcée par plusieurs joueurs étrangers. Cela ne les empêche pas de participer à la finale nationale en 2012, 2013 et 2014 qu'ils perdent chaque fois contre leurs éternels rivaux des Vikings de Vienne. 
La revanche survient en 2015 lorsqu'ils écrasent littéralement les Vikings 38 à 0 en finale. Ils participent à leur 7e Austrian Bowl consécutif en 2016 qu'ils remportent haut la main 51 à 7 contre les Giants de Graz. Un nouvel exil des meilleurs joueurs survient ensuite même s'ils parviennent à conserver leur quarterback Sean Shelton ainsi que l'encadrement performant dirigé par Shuan Fatah. L'équipe reste donc compétitive et atteint les quatre Austrian Bowls suivants où elle rencontre à chaque fois les Vikings de Vienne. Ils remportent ainsi les titres de 2018, 2019 et 2021 après avoir perdu celui de 2017 (saison annulée en 2020 à la suite de la pandémie de Covid-19).
Ils rejoignent en 2022 l'European League of Football. Après avoir remporté 8 des douze matchs de saison régulière, ils sont battus 19-7 en ½ finale par les Sea Devils de Hambourg.

## Palmarès
- Austrian Bowl
  - Champion : 2004, 2006, 2011, 2015, 2016, 2018, 2019, 2021
  - Vice-champion : 2000, 2001, 2005, 2008, 2010, 2012, 2013, 2014, 2017

- Central European Football League
  - Vainqueur : 2017, 2018, 2019
  - Finaliste : 2021

- EFAF cup
  - Vainqueur : 2004
  - Finaliste : 2003

- Eurobowl
  - Champion : 2008, 2009, 2011
  - Vice-champion : 2013, 2016

- Ligue des champions européenne de l'IFAF (IFAF European Champions League)
  - Vainqueur : 2018, 2019

## Saison par saison
| Saison | Saison régulière                                     | Saison régulière                                     | Saison régulière                                     | Saison régulière                                     | Saison régulière                                     | Saison régulière                                     | Saison régulière                                     | Saison régulière                                     | Phase finale |
| ------ | ---------------------------------------------------- | ---------------------------------------------------- | ---------------------------------------------------- | ---------------------------------------------------- | ---------------------------------------------------- | ---------------------------------------------------- | ---------------------------------------------------- | ---------------------------------------------------- | --- |
| Saison | Nb                                                   | V                                                    | D                                                    | N                                                    | %                                                    | +                                                    | -                                                    | Classement                                           | Phase finale |
| 2003   | 06                                                   | 4                                                    | 2                                                    | 0                                                    | 66,7                                                 | 292                                                  | 188                                                  | 3e                                                   | Victoire 14-7 en ¼ de finale contre Mödling Rangers Défaite 29-31 en ½ finale contre Graz Giants                     |
| 2004   | 06                                                   | 5                                                    | 1                                                    | 0                                                    | 83,3                                                 | 236                                                  | 118                                                  | 2e                                                   | Victoire 49-13 en ½ finale contre Graz Giants Victoire 28-20 à l'Austrian Bowl XX contre Vienna Vikings              |
| 2005   | 06                                                   | 4                                                    | 2                                                    | 0                                                    | 66,7                                                 | 202                                                  | 184                                                  | 2e                                                   | Victoire 46-12 en ½ finale contre Hohenems Blue Devils Défaite 14-43 à l'Austrian Bowl XXI contre Vienna Vikings     |
| 2006   | 08                                                   | 5                                                    | 3                                                    | 0                                                    | 62,5                                                 | 177                                                  | 107                                                  | 2e                                                   | Victoire 43-19 à l'Austrian Bowl XXII contre Vienna Vikings                                                          |
| 2007   | 08                                                   | 5                                                    | 3                                                    | 0                                                    | 62,5                                                 | 233                                                  | 237                                                  | 3e                                                   | Non qualifié (pas de ½ finale programmée)                                                                            |
| 2008   | 06                                                   | 5                                                    | 1                                                    | 0                                                    | 83,3                                                 | 252                                                  | 141                                                  | 1er                                                  | Victoire 55-24 en ½ finale contre Vienna Vikings Défaite 21-31 à l'Austrian Bowl XXIV contre Graz Giants             |
| 2009   | 08                                                   | 6                                                    | 2                                                    | 0                                                    | 75,0                                                 | 314                                                  | 178                                                  | 1er                                                  | Défaite 21-22 en ½ finale contre Vienna Vikings                                                                      |
| 2010   | 06                                                   | 4                                                    | 2                                                    | 0                                                    | 66,7                                                 | 235                                                  | 134                                                  | 2e                                                   | Victoire 58-51 en ½ finale contre Graz Giants Défaite 21-28 à l'Austrian Bowl XXVI contre Danube Dragons             |
| 2011   | 06                                                   | 5                                                    | 1                                                    | 0                                                    | 83,3                                                 | 253                                                  | 055                                                  | 1er                                                  | Victoire 29-0 en ½ finale contre Danube Dragons Victoire 23-13 à l'Austrian Bowl XXVII contre Vienna Vikings         |
| 2012   | 10                                                   | 8                                                    | 2                                                    | 0                                                    | 80,0                                                 | 350                                                  | 109                                                  | 2e                                                   | Victoire 48-42 en ½ finale contre Graz Giants Défaite 34-48 à l'Austrian Bowl XXIX contre Vienna Vikings             |
| 2013   | 10                                                   | 8                                                    | 2                                                    | 0                                                    | 80,0                                                 | 344                                                  | 197                                                  | 2e                                                   | Victoire 52-49 en ½ finale contre Graz Giants Défaite 31-48 à l'Austrian Bowl XXX contre Vienna Vikings              |
| 2014   | 08                                                   | 6                                                    | 2                                                    | 0                                                    | 75,0                                                 | 297                                                  | 263                                                  | 2e                                                   | Victoire 34-0 en ½ finale contre Danube Dragons Défaite 17-24 à l'Austrian Bowl XXXI contre Vienna Vikings           |
| 2015   | 08                                                   | 6                                                    | 2                                                    | 0                                                    | 75,0                                                 | 297                                                  | 188                                                  | 2e                                                   | Victoire 48-46 en ½ finale contre Prague Black Panthers Victoire 38-0 à l'Austrian Bowl XXXII contre Vienna Vikings  |
| 2016   | 10                                                   | 9                                                    | 1                                                    | 0                                                    | 90,0                                                 | 428                                                  | 112                                                  | 1er                                                  | Victoire 63-30 en ½ finale contre Ljubljana Silverhawks Victoire 51-7 à l'Austrian Bowl XXXIII contre Graz Giants    |
| 2017   | 10                                                   | 9                                                    | 1                                                    | 0                                                    | 90,0                                                 | 485                                                  | 224                                                  | 2e                                                   | Victoire 45-27 en ½ finale contre Ljubljana Silverhawks Défaite 26-45 à l'Austrian Bowl XXXIII contre Vienna Vikings |
| 2018   | 10                                                   | 8                                                    | 2                                                    | 0                                                    | 80,0                                                 | 475                                                  | 209                                                  | 1er                                                  | Victoire 49-21 en ½ finale contre Danube Dragons Victoire 51-48 à l'Austrian Bowl XXXIV contre Vienna Vikings        |
| 2019   | 10                                                   | 10                                                   | 0                                                    | 0                                                    | 100                                                  | 411                                                  | 181                                                  | 1er                                                  | Victoire 49-43 en ½ finale contre Danube Dragons Victoire 42-34 à l'Austrian Bowl XXXV contre Vienna Vikings         |
| 2020   | Saison annulée à la suite de la pandémie de Covid-19 | Saison annulée à la suite de la pandémie de Covid-19 | Saison annulée à la suite de la pandémie de Covid-19 | Saison annulée à la suite de la pandémie de Covid-19 | Saison annulée à la suite de la pandémie de Covid-19 | Saison annulée à la suite de la pandémie de Covid-19 | Saison annulée à la suite de la pandémie de Covid-19 | Saison annulée à la suite de la pandémie de Covid-19 | Saison annulée à la suite de la pandémie de Covid-19                                                                 |
| 2021   | 08                                                   | 5                                                    | 3                                                    | 0                                                    | 62,5                                                 | 201                                                  | 155                                                  | 2e                                                   | Victoire 31-20 en ½ finale contre Danube Dragons Victoire 35-14 à l'Austrian Bowl XXXVI contre Vienna Vikings        |
| 2022   | 10                                                   | 0                                                    | 10                                                   | 0                                                    | 00,0                                                 | 256                                                  | 465                                                  | 10e                                                  | Non qualifié, jouait avec son équipe B, les A étant en ELF                                                           |
| 2023   | 10                                                   | 3                                                    | 7                                                    | 0                                                    | 30,0                                                 | 219                                                  | 335                                                  | 7e                                                   | Non qualifié |
| 2024   | Saison en cours                                      | Saison en cours                                      | Saison en cours                                      | Saison en cours                                      | Saison en cours                                      | Saison en cours                                      | Saison en cours                                      | Saison en cours                                      | Saison en cours |

| Saison | Saison régulière | Saison régulière | Saison régulière | Saison régulière | Saison régulière | Saison régulière | Saison régulière | Saison régulière | Saison régulière       | Phase finale                                         |
| ------ | ---------------- | ---------------- | ---------------- | ---------------- | ---------------- | ---------------- | ---------------- | ---------------- | ---------------------- | ---------------------------------------------------- |
| Saison | Nb               | V                | D                | N                | %                | +                | -                | ≠                | Classement             | Phase finale                                         |
| 2022   | 12               | 8                | 4                | 0                | 66,7             | 418              | 299              | +119             | 2e conférence Centrale | Défaite 7-19 en ½ finale par les Hambourg Sea Devils |
| 2023   | 12               | 8                | 4                | 0                | 66,7             | 308              | 230              | +077             | 2e conférence Centrale | Non-qualifié                                         |
| 2024   | Saison en cours  | Saison en cours  | Saison en cours  | Saison en cours  | Saison en cours  | Saison en cours  | Saison en cours  | Saison en cours  | Saison en cours        | Saison en cours                                      |
| Totaux | 24               | 16               | 8                | 0                | 66,7             | 726              | 376              | +350             | -                      | 1 participation, 0 titre                             |

## Maillot retiré
| Numéro | Joueur         | Poste                         | Carrière    | Date retrait |
| ------ | -------------- | ----------------------------- | ----------- | ------------ |
| 2      | Florian Hueter | Joueur et entraîneur défensif | 2007 – 2021 | 2021         |